# 2014年國際足協世界盃決賽
2014年國際足協世界盃決賽是国际足联主办的第20届国家足球队赛事——2014年世界杯的最后一场比赛。于2014年7月13日在巴西里约热内卢的马拉卡纳体育场進行，对阵双方分别为德國与阿根廷。当届世界杯由东道主巴西和31支从国际足联六个洲际协会成员的外围赛中出线的球队参加。32支球队首先进行分组赛，其中的16队可进入淘汰赛。在晋级决赛的过程中，德国队以两胜一平的成绩名列G组榜首，进而在八分之一决赛中击败阿尔及利亚，至四分之一决赛战胜法国，并在半决赛中以7-1横扫巴西。阿根廷队则是以三战全胜排名F组第一，之后在八分之一决赛中战胜瑞士，至四分之一决赛击败比利时，再于半决赛通过点球大战淘汰荷兰。决赛共有74,738名观众於现场观战，另有逾10亿观众通过电视转播收看，該場比赛的主裁判是来自意大利的尼古拉·里佐利。
阿根廷前锋贡萨洛·伊瓜因于上半场面对德国门将曼努埃尔·诺伊尔的单刀时错失了入球机会，而貝內迪克特·赫韋德斯在半场结束前的射门击中立柱，未能帮助德国队取得领先。利昂内尔·梅西在下半场开始后不久与诺伊尔一对一交锋时曾有机会得分，但他的低射偏出了球门。第71分钟，托马斯·穆勒在安德烈·许尔勒和梅苏特·厄齐尔的配合下直冲球门，但他无法控制住球，被阿根廷门将塞尔希奥·罗梅罗轻松没收。比赛在90分钟内未分胜负，需要进入加时赛，并由德国人在加时赛下半场打破僵局。常规时间结束前不久才替补登场的马里奥·格策从左路接到许尔勒的传中，胸部停球后随即左脚抽射入网，最終以1-0帮助德国队锁定胜局。
这是德国队第四次夺得世界杯冠军，也是两德统一后的首次、以及欧洲球队在美洲夺得的首次世界杯冠军。格策被评为当场最佳球员，梅西则获颁金球奖，成为国际足联本届赛事的最佳球员。德国队主教练约阿希姆·勒夫将此次胜利称为十年前由前任尤尔根·克林斯曼领导的计划的最终成果，并赞扬了球队的意志。他的阿根廷对手亞歷杭德羅·薩維利亞则认为自己的球队输掉比赛很不幸，并称其弟子为“勇士”。在来届的2018年俄罗斯世界杯上，德国队在分组赛阶段不敌墨西哥和韩国，未能实现卫冕，是连续第三支在分组赛阶段即遭淘汰的世界杯卫冕冠军。

## 背景
2014年国际足联世界杯是国际足联为国家足球队主办的第20届世界杯，于2014年6月12日至7月13日在巴西举行。巴西队作为东道主自动获得了当届世界杯参赛资格，203支球队则通过国际足联六个洲际协会成员组织的外围赛，在2011年6月至2013年11月期间争夺余下的31个名额。进入决赛圈后，参赛队会被分成八组，每组四队，每队以循环赛的形式相互对战一次。每组的前两名球队可晋级淘汰赛阶段。当届赛事的卫冕冠军是2010年世界杯的优胜者西班牙，他们已经取得了重大赛事的三连冠，包括2008年欧洲杯和2012年欧洲杯。但西班牙在2014年世界杯的分组赛阶段便出局。
德國是傳統的歐洲勁旅，此前曾七度晉身決賽，並三次夺冠，分别为1954年、1974年和1990年。但進入1990年代末，他们日漸走進低谷。在1998年世界盃，德国在八強以0-3不敵克羅地亞，而在兩年後的歐洲國家盃中，他們更在分組賽一平二負僅進一球出局。德國隊接連的慘敗令德國足球協會意識到球隊出現青黃不接的問題。為此，德國足協推出一系列的改革，其中包括重建青訓系統。全國隨後設立300多個的青訓中心，並規定德甲和德乙的球隊必須設置其青訓中心，以發掘具天賦的球員。此後，德國的足球人才逐漸湧現，许多現役球員也受益於青訓計劃而成為國家隊一員。同時，前著名球员尤尔根·克林斯曼自2004年執教德國隊後強化球員的進攻意識和體能，接手的約阿希姆·勒夫在克林斯曼遺下的戰術上加以改良，並更強調技術打法和控球，讓德國隊變得強大。2006年起，德國連續兩屆世界盃取得季軍，並在歐洲國家盃取得一次亞軍。故此，傳媒認為德國已經復興。
阿根廷是南美傳統強隊之一，曾四次打進世界盃決賽，並兩度問鼎冠軍，分别为1978年和1986年。1990年世界盃亞軍之後，阿根廷最遠也只能晉身到八強。2011年，經歷塞尔希奥·巴蒂斯塔不甚成功的執教後，亞歷杭德羅·薩維利亞接手成為阿根廷的領隊。在他的調教下，阿根廷交替使用5-3-2、4-3-3和4-4-2等陣式，並採用防守反擊為戰術。同時，他安排前鋒利昂内尔·梅西作為球隊的攻擊核心，除負責射門外，還負責為多名进攻球員助攻。
两队过往在世界杯上共交手六次，包括1986年决赛阿根廷以3-2获胜，以及1990年决赛西德以1-0获胜。双方在最近两届世界杯的四分之一决赛阶段都曾相遇，且晋级者都是德国人，分别为2006年通过点球大战获胜，以及2010年以4比0获胜。他们在2014年世界杯前的最近一次交锋是2012年8月15日在法兰克福的商业银行竞技场进行的一场友谊赛，阿根廷以3-1获胜。

### 比赛场地

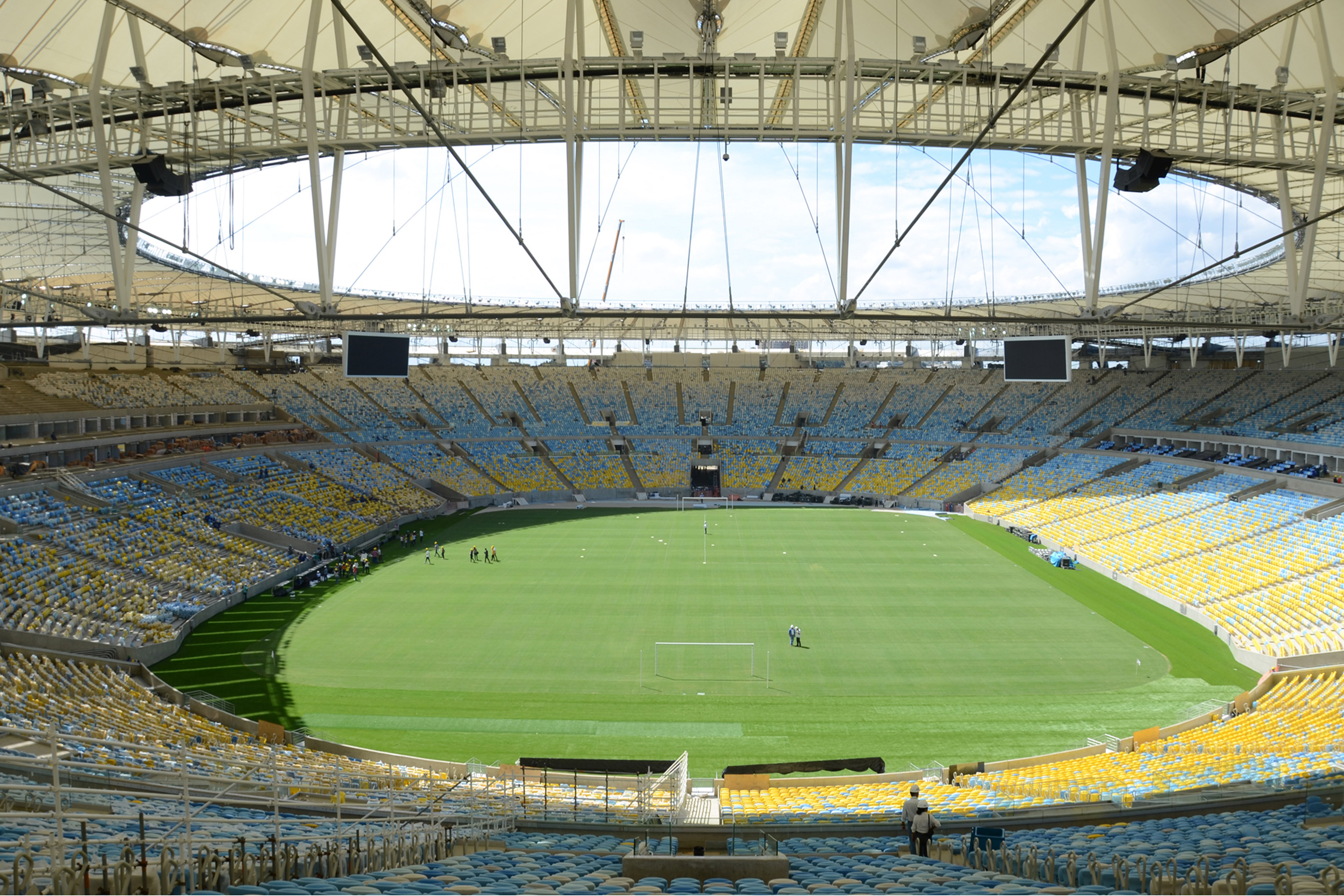
馬拉卡納運動場是本屆世界盃決賽的比賽場館，該球場能容納82,000名觀眾。

2011年，巴西主办方宣布决赛的比赛场地为里约热内卢的小马里奥记者体育场，俗称马拉卡纳体育场。它是为筹备1950年國際足協世界盃而建，在那届赛事的决赛中，乌拉圭在全场173,850名观众面前以2-1击败巴西赢得奖杯，这也创造了足球史上比赛上座人数最高的纪录。此后，马拉卡纳体育场还相继举办过1989年美洲國家盃和2013年联合会杯决赛。该场地在2014年世界杯之前斥资1億7,500萬英鎊进行了大规模重建，在整座5層建築物上加上頂蓋，并将容量缩减至78,838人。在世界盃時，它共承辦7場的賽事，除決賽外，還有4場分組賽以及兩場淘汰賽。而在世界盃結束後，马拉卡纳还會成為2016年夏季奧運會男足和女足决赛的主場館。
賽事共對外發售75,000張門票，其中71.5%在巴西內部發售，其餘不足三成則在全球187個國家和地區出售。門票價格分為3等：440、660和990美元。儘管價格高企，比賽門票還是出現一票難求的情況，在巴西，就在報導指黃牛黨把原價為990美元的門票炒賣至68,000元。

### 比賽用球
2014年5月29日，国际足联宣布了2014年世界杯决赛的比赛专用球，它由體育用品公司Adidas提供，名為「桑巴榮耀·決戰里約」（Brazuca Final Rio），是自1970年世界盃後的第12個赛事指定用球。「桑巴荣耀·決戰里約」由6塊十字型皮革組成，是歷代世界盃用球中最少的，又採用2012年歐洲杯用球「Tango 12」的內膽，以確保皮球運動時的穩定性和方便球員控球。有別於分組賽至季軍戰時所用的球，這球的主色除了白色外，還有綠色和金色，非而之前的藍色、橙色和綠色等桑巴色彩。这也是继“柏林团队之星”（2006年）和“普天同庆”（2010年）之后，第三款专门为世界杯决赛推出的比赛用球。

## 晋级过程

### 德國
|     | 对手       | 赛果         |
| --- | ---------- | ------------ |
| 1   | 葡萄牙     | 4–0          |
| 2   |            | 2–2          |
| 3   | 美国       | 1–0          |
| R16 | 阿尔及利亚 | 2–1 （加时） |
| QF  | 法國       | 1–0          |
| SF  | 巴西       | 7–1          |

德国队在本届世界杯上被分入G组，同组球队还有加纳、葡萄牙和美国。他们的首场比赛是2014年6月16日在萨尔瓦多的新水源体育场对阵葡萄牙。开场仅10分钟，若昂·佩雷拉在大禁区内对马里奥·格策犯规，德国队获得点球机会。托马斯·穆勒一蹴而就，帮助德国队取得领先。马茨·胡梅尔斯于第32分钟头球攻入第二球，而葡萄牙的佩佩在5分钟后因用头顶撞穆勒，被红牌罚下。穆勒随后于伤停补时阶段射入个人第二球，使德国在半场便取得3球的巨大优势。下半场，鲁伊·帕特里西奥未能化解安德烈·许尔勒的传中，穆勒近距离攻入第三球完成帽子戏法，德国则以4-0获胜。德国人的第二场比赛是在福塔莱萨的大城堡体育场对阵加纳。上半场双方互交白卷，直到第51分钟才由格策打破僵局，他接到穆勒的传球后甩头攻门，球打在自己的膝盖上弹起，越过了加纳门将法塔乌·达乌达。加纳人迅速通过安德烈·阿尤的头球扳平比分，随后苏利·蒙塔里中圈断球后直塞给反越位突进到禁区内的阿萨莫阿·吉安，由后者面对出击封堵的曼努埃尔·诺伊尔推射远角破门，使加纳实现反超。德国队在第71分钟再次扳平比分，替补上阵的米罗斯拉夫·克洛泽近距离将貝內迪克特·赫韋德斯的头球捅进球门。克洛泽就此追平了巴西球员罗纳尔多在世界杯上创造的15个入球纪录，比赛也以2比2结束。德国队在分组赛最后一场比赛是在累西腓的伯南布哥体育场对阵美国，他们需要获胜或打平才能确保出线。在雨中，当美国门将蒂姆·霍华德扑出佩尔·默特萨克的头球后，穆勒在禁区内补射攻入全场唯一进球。德国队以分组头名的身份晋级。
德国在八分之一决赛的对手是阿尔及利亚，比赛于6月30日在阿雷格里港的河岸体育场进行。双方在90分钟的常规时间后以0-0战平，BBC体育的大卫·奥恩斯坦（David Ornstein）称德国队经常显得“惊慌失措”，因为“阿尔及利亚在一场激动人心的对决中开场便浪费了一连串的机会”。德国队在加时赛初段取得领先，当时穆勒从左路传中，许尔勒近距离射门得分。梅苏特·厄齐尔在加时赛的最后一分钟为德国队射入第二球，随后在伤停补时阶段，阿卜杜勒穆曼·贾布用一记抽射为阿尔及利亚扳回一球。德国队最终以2-1获胜。之后，他们于7月4日在马拉卡纳体育场与法国进行了四分之一决赛。比赛进行到第12分钟，胡梅尔斯接应托尼·克罗斯开出的任意球头球破门，帮助德国队取得领先，而此球也成为这场被奥恩斯坦称为“轻松”取胜的唯一进球。7月8日在贝洛奥里藏特米内罗体育场举行的半决赛中，德国面对的是本届赛事的东道主巴西。BBC体育的菲尔·麦克纳尔蒂在2019年将这场对决描述为“一场戏剧性的比赛……任何目睹过它的人都难以忘怀”，德国队以7-1横扫对手，这是巴西队39年来首次在主场输球。德国于第10分钟取得领先，穆勒在没有任何巴西球员盯防的情况下接应角球得分。他们在第22分钟凭借克洛泽破纪录的第16个世界杯进球将领先优势扩大为两球，随后克罗斯于第25分钟左脚凌空抽射将比分改写为3-0。179秒后，萨米·赫迪拉助攻克罗斯再次进球，随后赫迪拉自己也射入一球，半场结束时比分变为5-0。许尔勒在下半场梅开二度，将比分改写至7-0，巴西队则直到比赛结束前不久才由奥斯卡射入挽回颜面的一球。《卫报》的西蒙·伯顿（Simon Burnton）后来将德国队的表现形容为“在赛事历史上面对强大对手时前所未见的野蛮”。德国队得以第八次进军决赛，这是时隔12年后的第一次，也是两德统一后的第二次。

### 阿根廷
|     | 对手     | 赛果                 |
| --- | -------- | -------------------- |
| 1   |          | 2–1                  |
| 2   | 伊朗     | 1–0                  |
| 3   | 奈及利亞 | 3–2                  |
| R16 | 瑞士     | 1–0 （加时）         |
| QF  | 比利时   | 1–0                  |
| SF  | 荷蘭     | 0–0 （加时）（4–2 ） |

阿根廷与波黑、伊朗和尼日利亚同分在F组。他们的首场比赛于2014年6月15日举行，对手为首次参加世界杯的波黑。这也是马拉卡纳体育场在本届赛事举行的首场比赛。阿根廷于第3分钟取得领先：梅西左路任意球传中，馬高斯·盧祖小禁区前头球攻门偏出，但皮球打在波黑后卫塞亞德·克拉西納茨腿上偏转入右下角，创造了世界杯历史上最快的乌龙球纪录。下半场，梅西在与贡萨洛·伊瓜因的二过一配合后，用一脚劲射将阿根廷的领先优势翻倍。在比赛还剩6分钟时，韦达德·伊比舍维奇为波黑扳回一城，但阿根廷仍以2-1获胜。他们的第二场比赛是6月21日在贝洛奥里藏特的米内罗体育场对阵伊朗。《卫报》的巴尼·罗内形容伊朗“在面对进攻天才阿根廷队时表现激动人心”，比赛一直到第90分钟仍未分出胜负。阿根廷人于伤停补时阶段取得了胜利，梅西在禁区外一记左脚射门打入球门远角，提前一轮锁定了出线资格。他们的最后一场分组赛是6月25日在阿雷格里港对阵尼日利亚。梅西于第3分钟帮助阿根廷取得领先，他在安赫尔·迪马利亚的射门中柱反弹后补射破门。1分钟后，艾哈迈德·穆萨以一记右脚弧线球为尼日利亚扳平比分，随后梅西在半场结束前距离球门25碼（23）处的任意球再次为阿根廷队领先。下半场开场仅2分钟，穆萨重新扳平比分，在与埃曼纽尔·埃梅尼克的撞墙配合后，他的挑射越过了塞尔希奥·罗梅罗把守的龙门，但3分钟后，罗霍用膝盖进球，帮助阿根廷以3-2的比分锁定胜局，并获得分组头名。
阿根廷的八分之一决赛对手是瑞士，比赛于7月1日在圣保罗的哥林多人競技場举行。阿根廷人在比赛中占据了大部分控球权，但BBC体育的乔纳森·尤雷科（Jonathan Jurejko）称他们的表现“难以令人信服”，理由是他们在防守严密的瑞士队面前无计可施。常规时间内双方均未进球，比分以0-0的状态一直保持到加时赛结束前2分钟，当时梅西才助攻迪玛利亚越过瑞士门将迭戈·貝納利奧攻入制胜一球。替补登场的布萊里姆·哲馬伊利随后一脚射门击中门柱，几乎为瑞士扳平比分，但阿根廷以1-0取胜。他们的四分之一决赛于7月5日在巴西利亚的马内·加林查国家体育场对阵比利时。阿根廷队在比赛的第8分钟由伊瓜因射入全场唯一进球：迪马利亚的传球被比利时后卫扬·费尔通亨挡出后，伊瓜因在禁区边缘凌空扫射入网。7月9日，阿根廷重回圣保罗与荷兰进行半决赛。这场比赛无论是常规时间还是加时赛都没有进球，麦克纳尔蒂称之为“沉闷的120分钟……与前一天巴西对德国的半决赛中所展现的令人震撼的场面形成了鲜明对比”。荷兰的榮·弗拉爾在点球大战中率先登场，他右路低射，被罗梅罗扑出。接下来登场的三人——梅西、阿尔扬·罗本和埃塞基耶尔·加雷均告破门，随后罗梅罗又一次扑向右侧，挡出了韦斯利·斯内德的一个高射点球。继塞尔希奥·阿圭罗、迪尔克·库伊特和马克西·罗德里格斯又各自将点球射入后，阿根廷终以4-2赢得点球大战。阿根廷媒体将罗梅罗的两次扑救称为“上帝之手”，与迭戈·马拉多纳在1986年打进的“上帝之手”进球相呼应。阿根廷队得以第五次进军决赛，也是他们自1990年以来的第一次。

## 比赛

### 赛前

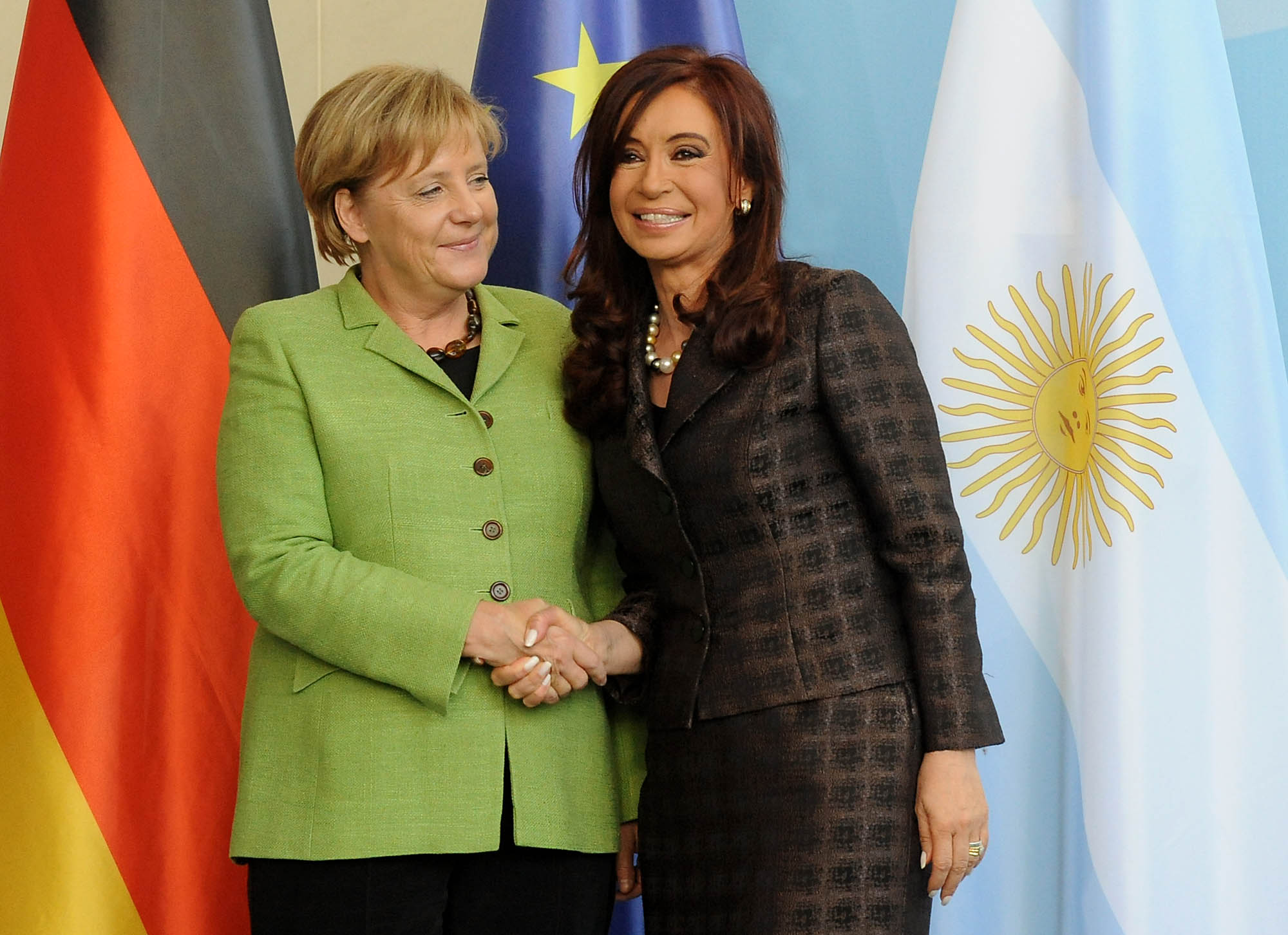
德国总理安格拉·默克尔出席决赛，而阿根廷总统克里斯蒂娜·费尔南德斯·德基什内尔因病无缘决赛

2014年7月11日，國際足協任命来自意大利的尼古拉·列佐里為本屆世界盃決賽球證，并由其意大利同胞雷纳托·法韦拉尼和安德烈亚·斯特凡尼担任助理裁判，而厄瓜多尔裁判卡路士·韋拉和克里斯蒂安·莱斯卡诺则分别担任第四和第五官员。里佐利的正職是工程師，他自2002年起替意大利甲組聯賽执法，之後於2007年成為FIFA国际裁判，得以為國際性比賽执法。其首場國際比賽是德國對羅馬尼亞的友誼賽，在這場比賽中共發出了兩張黃牌。在2014年世界杯早前的比赛中，里佐利便执法了分组赛西班牙对荷兰、尼日利亚对阿根廷的比赛，以及阿根廷对比利时的四分之一决赛。在此之前，他也曾主哨2010年歐霸盃決賽和2013年欧洲冠军联赛决赛。此外，里佐利还是2011年國際足協世界冠軍球會盃、2012年欧洲杯和2013年國際足協U-20世界盃的主裁判之一。他成为继1978年的塞尔吉奥·戈内拉和2002年的皮耶路易吉·科利纳之后，第三位执法世界杯决赛的意大利裁判。
世界杯闭幕式在决赛前一小时四十分钟举行。闭幕式分为两幕，共持续约20分钟。第一幕有22名桑巴舞者和众多其他表演者，其中32名舞者身着以各参赛队颜色装饰的服装。第二幕的音乐表演由哥伦比亚歌手夏奇拉领衔，歌手卡利尼奥斯·布朗、怀克里夫·让、亚历山大·皮雷斯和伊维特·桑加洛以及吉他手卡洛斯·山塔那也参加了演出。巴西超模吉赛尔·邦辰与西班牙前著名球员卡莱斯·普约尔则共同將大力神杯擺在頒獎台上并为之揭幕。
巴西总统迪尔玛·罗塞夫邀请即将出席第6届金砖国家领导人峰会的金砖国家领导人观看决赛。印度总理纳伦德拉·莫迪回应道：“体育给世界各国传递友好精神和归属感，国际足联或许能成为各国沟通的桥梁”。受邀请出席赛事的国家领导人，还有下届世界杯主办国俄罗斯的总统弗拉基米尔·普京、上届主办国南非的总统雅各布·祖马、匈牙利总理維克多·奧班、加蓬总统阿里·邦戈以及安提瓜和巴布达总理賈斯頓·布朗。作为决赛队伍的代表，德国总统约阿希姆·高克和总理安格拉·默克尔也有到场，但阿根廷总统克里斯蒂娜·费尔南德斯则由于孙子的生日和咽喉炎的原因无法出席。许多名人和运动员也出席了决赛，包括蕾哈娜、丹尼尔·克雷格、米克·贾格尔、阿什顿·库彻、大卫·贝克汉姆、汤姆·布雷迪、奥利维尔·达科特、勒布朗·詹姆斯和克里斯蒂安·维耶里。到场观战的还有前世界杯冠军成员法比奥·卡纳瓦罗、洛塔尔·马特乌斯、达尼埃尔·帕萨雷拉、马尔科·马特拉齐和贝利等人。尽管在半决赛中惨败于德国，但由于阿根廷与巴西是足球世仇，现场的巴西观众大多支持德国队。
德國排出4-2-3-1的陣式，但由于赫迪拉在赛前热身时小腿受伤，他们被迫在最后时刻调整阵容。克里斯托夫·克拉默取代他首发登场，而德国队在其余位置上的人员与半决赛战胜巴西时没有任何变化，门将為诺伊尔，後衛從左到右分別為赫韦德斯、胡梅尔斯、热罗姆·博阿滕和菲利普·拉姆，防守中場由巴斯蒂安·施魏因斯泰格和克拉默出任，中場球員由右到左是穆勒、克罗斯以及厄齐尔，身披11號球衣的克洛泽擔任前鋒。阿根廷队則排出4-4-2的陣式，本场比赛的首发阵容与半决赛对阵荷兰时完全相同：上一场撲出兩记点球的罗梅罗继续負責镇守龙门，後防由左至右分別是罗霍、加雷、马丁·德米凯利斯以及柏保路·薩巴列達，4名中場球員為恩佐·佩雷斯、卢卡斯·比利亚、 哈维尔·马斯切拉诺和埃塞基耶尔·拉韦齐，梅西和伊瓜因擔任前鋒。

### 上半場

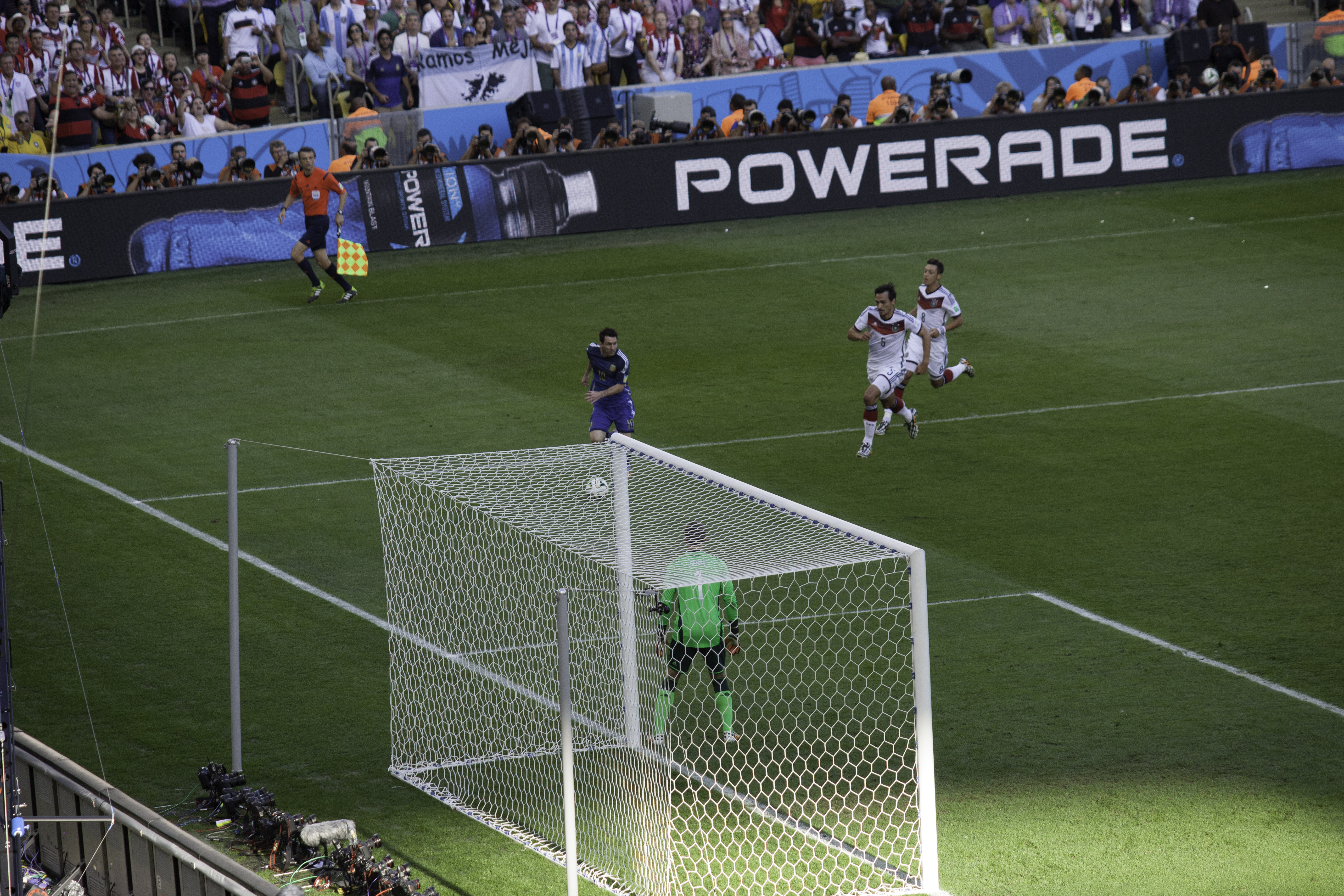
第9分钟，梅西带球闯入德国队禁区

德国队于当地时间下午4点（协调世界时晚上7点）在74,738名现场观众面前首先開球，当时气温为23 °C（73 °F），湿度65%，全球电视观众人数估计为10.13亿。当地在开球时天气晴朗，随后转为局部多云。比赛第3分钟，因罗霍在距离阿根廷球门25碼（23）处对穆勒犯规，德国队赢得了一个任意球机会。但穆勒主罚的任意球直接击中人墙，阿根廷队利用反弹球迅速发动反击。萨巴莱塔沿右路带球奔袭，然后传给禁区边缘的伊瓜因。后者以一个狭窄的角度射门，但球从诺伊尔把守的左边门柱偏出。第9分钟，梅西在阿根廷右路盘带过掉胡梅尔斯，闯入禁区。他试图从底线回传拉韦齐，但施魏因斯泰格抢先到达并将球解围。德国队在早期拥有更多的控球权，但他们于第20分钟的防守失误让阿根廷人获得了CBS体育记者杰里·欣宁（Jerry Hinnen）所说的“目前为止双方最好的机会”。克罗斯头球失误，导致伊瓜因与诺伊尔形成一对一，但后者在禁区边缘的射门偏出了球门。第23分钟，克洛泽接到拉姆的传中觅得破门良机，但萨巴莱塔赶在他射门前将球抢断。
第30分钟，拉韦齐在右路为阿根廷找到空档并传中进入禁区。伊瓜因接住来球，挑射越过诺伊尔破门。他庆祝了几秒钟，但这个进球被判无效，因为他当时处于越位位置。德国队随即换人，由许尔勒入替14分钟前头部受伤的克拉默。赫韦德斯在第33分钟因飞铲踢中萨巴莱塔的小腿而吃到黄牌，之后梅西20碼（18）开外的射门被施魏因斯泰格封堵。一分钟后，德国队通过穆勒的突破从左路发起进攻，并将球传给许尔勒。后者朝球门左上角施射，但罗梅罗奋力将球扑出，尽管厄齐尔挡住了他的视线。梅西随后获得另一次机会，带球闯入德国队禁区，将球踢向球门。博阿滕在球门线上解围，阻止了阿根廷取得领先。半场结束前不久，赫韦德斯在禁区内接应克罗斯的角球甩头攻门，被欧洲足联记者称之为“半场最佳机会”，但他在越位位置上的头球击中门柱，半场结束时双方仍是0-0。

### 下半場

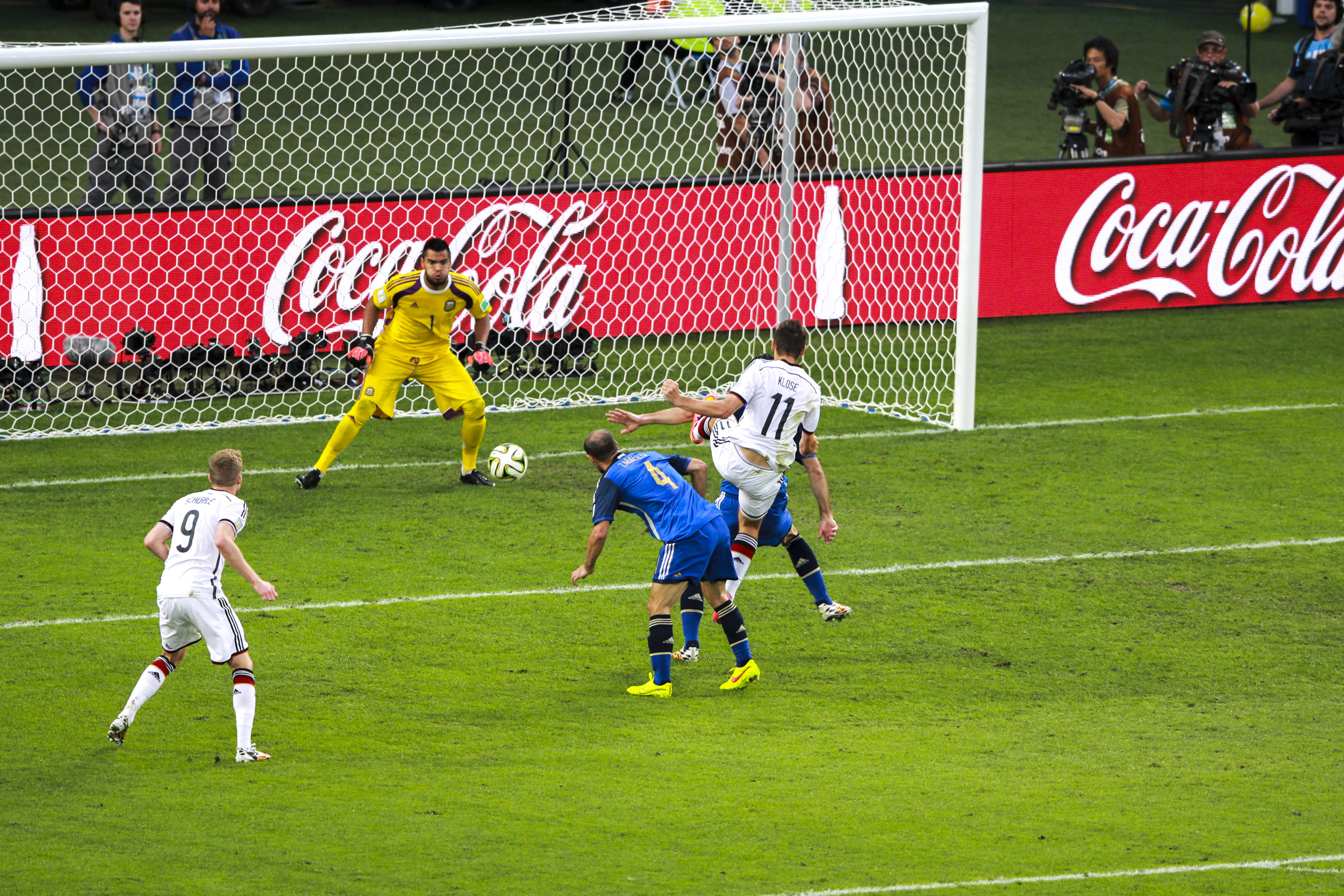
克洛泽在下半场比赛中射门

下半場易邊後，阿根廷隨即以阿圭罗入替拉韦齐登场，德國則沒有作出人員調整。伊瓜因在第46分钟便迎来射门，但他从右翼盘带射出的皮球偏出了诺伊尔的球门。一分钟后，梅西在与门将一对一的对抗中也获得了进球机会，但他的左脚低射同样擦柱而出。阿根廷人在下半场前十分钟的控球率超过了德国，第50分钟，他们再次获得机会；当伊瓜因在禁区内接到球时试图射门，却没有踢中皮球。第56分钟，诺伊尔在禁区内击球的同时也扳倒了伊瓜因，尽管阿根廷评论员认为应该判罚点球，但里佐利没有判罚，也没有出示任何黄牌。克洛泽于第59分钟才完成德国在下半场的第一脚射门，然而他的射门力度不够，被罗梅罗接住。四分钟后，阿根廷有机会通过德米凯利斯的头球破门，却被回防的克洛泽将球挡出底线。第64分钟，马斯切拉诺在丢失球权后将克洛泽撞倒，被黄牌警告。一分钟后，他的队友阿圭罗也因对施魏因斯泰格犯规而领到黄牌。在下半场进行到一半的时候，《卫报》的斯科特·默里（Scott Murray）评论称，上半场“一球未进，精彩绝伦”，但下半场“一球未进，而且……嗯，不那么精彩”，不过他指出这仍然是一场开放的比赛。
德国人在第71分钟曾获得一次绝佳机会，穆勒、许尔勒和厄齐尔都参与了默里所形容的“Tiki-taka”配合，但当许尔勒最终到达禁区、单刀面对罗梅罗时，却未能控制好球，从而被门将没收。梅西在第75分钟也有一次射门，他在德国队禁区边缘跑动，试图将球搓进球门左上角，但未能中栊。当比赛还剩10分钟时，拉姆传中后，双方在阿根廷球门柱附近发生扭斗，德国队要求判罚点球，但里佐利判给阿根廷球门球。随后，克罗斯在接厄齐尔的直塞球后为德国队创造出机会，但他再次射偏。双方在最后5分钟都进行了换人——费尔南多·加戈换下佩雷斯为阿根廷出场，格策则入替克洛泽为德国上阵。这是克洛泽最后一次代表德国队出场，截至2022年，他仍然是世界杯历史上进球最多的球员。决赛在90分钟后仍无进球，需要进入加时赛。

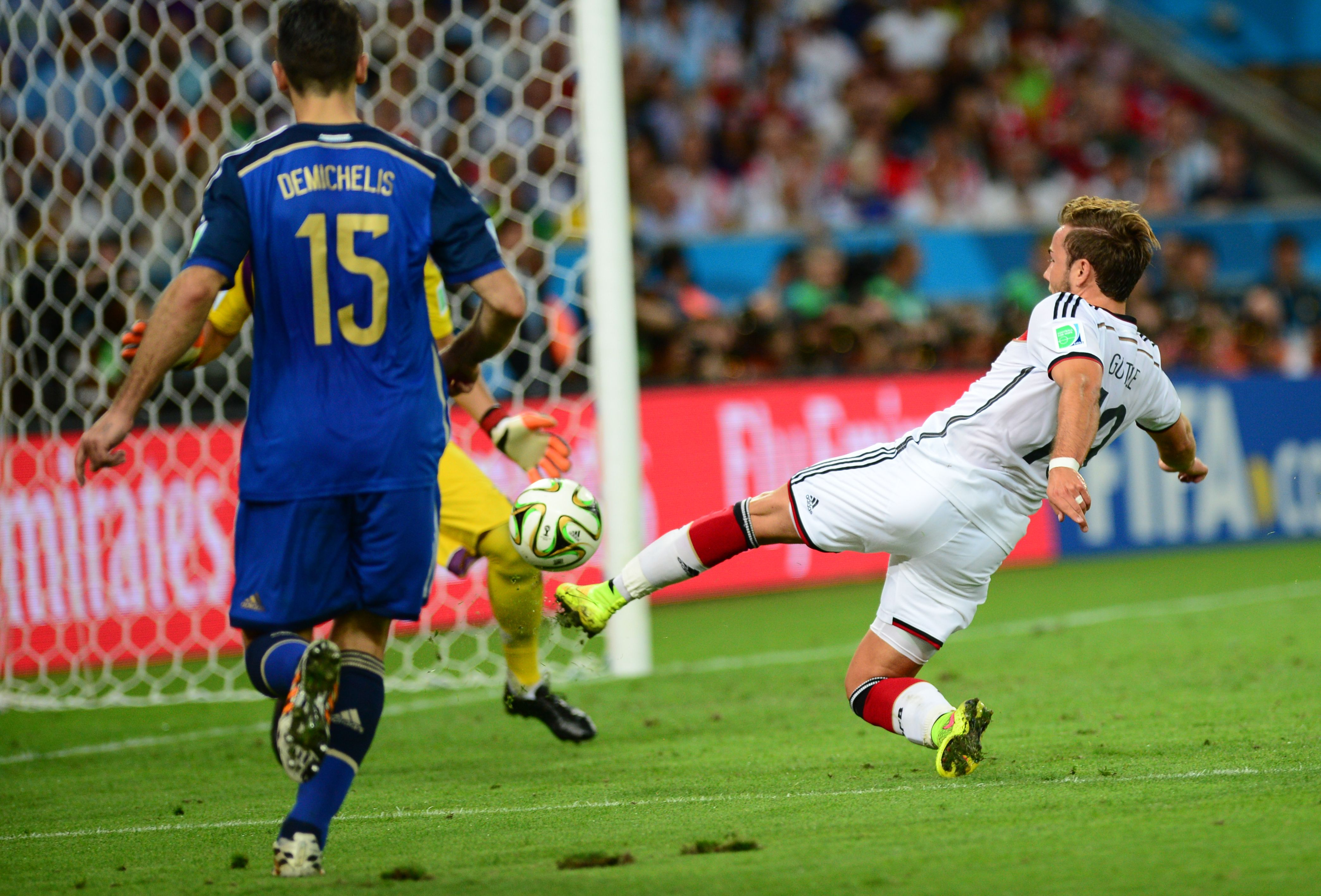
格策在加时赛射入制胜一球

### 加時賽
加时赛上半场开始后不久，德國立即從左面組織攻勢。许尔勒在小禁區接到格策的横传，但他的近距离射门被罗梅罗扑出。厄齐尔补射，又被萨巴莱塔用身体挡出。随后，梅西和阿圭罗在德国后场只有两名后卫防守的情况下发动反击，但博阿滕成功拦截并化解危机。五分钟后，罗德里戈·帕拉西奥在德国禁区内抓住胡梅尔斯的起跳失误，以一记挑射越过诺伊尔，但皮球掠门而出。当加时赛进行到一半时，默里写道，阿根廷队“在前场的进攻欲望很低”，并推测许多球员可能“已经在考虑点球大战了”。《每日电讯报》的艾伦·泰尔斯（Alan Tyers）则指出，梅西“看起来不太对劲”，而且他从半场结束后就一直表现不佳。在加时赛下半场，德国队于第113分钟凭借格策的进球打破僵局。许尔勒在带球突破左侧的两名后卫防守后下底传中，格策胸部停球，继而左脚凌空抽射入网。随后不久，穆勒本有机会扩大德国的领先优势，当时他带球突破两名防守队员，但射门却远远偏离球门。 在加时赛末段，梅西也有机会在理想距离内以任意球扳平比分，但他的射门高出横梁。随着终场哨声响起，德国以1-0获胜。除了克洛泽，德国队长拉姆和最后时刻替补出场的老将默特萨克也宣布，这场决赛便是他们代表德国队出战的最后一场比赛。这三位球员总共为国家队出场354次。

### 詳細數據
| 2014年7月14日 16:00 (UTC−3) |

| 德国      | 1–0 （加時賽） | 阿根廷 |
| --------- | -------------- | ------ |
| 格策 113' | 報告           |        |

| 里約熱內盧，馬拉卡納體育場 觀眾人數：74,738 ：尼古拉·列佐里（） |

| 德国 | 阿根廷 |

| GK            | 1  | 曼努埃尔·诺伊尔           |     |      |
| RB            | 16 | 菲利普·拉姆               |     |      |
| CB            | 20 | 热罗姆·博阿滕             |     |      |
| CB            | 5  | 马茨·胡梅尔斯             |     |      |
| LB            | 4  | 贝尼迪克特·赫韦德斯       | 34' |      |
| RM            | 23 | 克里斯托夫·克拉默         |     | 31'  |
| CM            | 7  | 巴斯蒂安·施魏因斯泰格     | 29' |      |
| LM            | 18 | 托尼·克罗斯               |     |      |
| RF            | 13 | 托马斯·穆勒               |     |      |
| CF            | 11 | 米罗斯拉夫·克洛泽         |     | 88'  |
| LF            | 8  | 梅苏特·厄齐尔             |     | 120' |
| 後備球員：    |    |                           |     |      |
| DF            | 2  | 凯文·格罗斯克罗伊茨       |     |      |
| DF            | 3  | 马蒂亚斯·金特尔           |     |      |
| MF            | 6  | 萨米·赫迪拉（受傷）       |     |      |
| FW            | 9  | 安德列·舒賀爾尼           |     | 31'  |
| FW            | 10 | 卢卡斯·波多尔斯基         |     |      |
| GK            | 12 | 罗恩-罗伯特·齐勒          |     |      |
| MF            | 14 | 尤利安·德拉克斯勒         |     |      |
| DF            | 15 | 埃里克·杜姆               |     |      |
| DF            | 17 | 佩尔·默特萨克             |     | 120' |
| MF            | 19 | 马里奥·格策               |     | 88'  |
| DF            | 21 | 施科德蘭·穆斯塔菲（受傷） |     |      |
| GK            | 22 | 羅曼·維丹費拿             |     |      |
| 主教練：      |    |                           |     |      |
| 约阿希姆·勒夫 |    |                           |     |      |

| GK                  | 1  | 塞尔希奥·罗梅罗         |     |     |
| RB                  | 4  | 柏保路·薩巴列達         |     |     |
| CB                  | 15 | 马丁·德米凯利斯         |     |     |
| CB                  | 2  | 埃塞基耶尔·加雷         |     |     |
| LB                  | 16 | 馬高斯·盧祖             |     |     |
| CM                  | 14 | 哈维尔·马斯切拉诺       | 64' |     |
| CM                  | 6  | 卢卡斯·比利亚           |     |     |
| RW                  | 8  | 恩佐·佩雷斯             |     | 86' |
| AM                  | 10 | 利昂内尔·梅西           |     |     |
| LW                  | 22 | 埃塞基耶尔·拉韦齐       |     | 46' |
| CF                  | 9  | 贡萨洛·伊瓜因           |     | 78' |
| 後備球員：          |    |                         |     |     |
| DF                  | 3  | 乌戈·坎帕尼亚罗         |     |     |
| MF                  | 5  | 费尔南多·加戈           |     | 86' |
| MF                  | 7  | 安赫尔·迪马利亚（受傷） |     |     |
| MF                  | 11 | 马克西·罗德里格斯       |     |     |
| GK                  | 12 | 奥古斯丁·奥里翁         |     |     |
| MF                  | 13 | 奧古斯托·費南德茲       |     |     |
| DF                  | 17 | 费德里科·费尔南德斯     |     |     |
| FW                  | 18 | 罗德里戈·帕拉西奥       |     | 78' |
| MF                  | 19 | 里卡多·阿尔瓦雷斯       |     |     |
| FW                  | 20 | 塞尔希奥·阿圭罗         | 65' | 46' |
| GK                  | 21 | 馬里奧諾·安杜哈爾       |     |     |
| DF                  | 23 | 何塞·马里亚·巴桑塔      |     |     |
| 主教練:             |    |                         |     |     |
| 亞歷杭德羅·薩維利亞 |    |                         |     |     |

| 最佳球員： 马里奥·格策（德國） 助理球證： 雷纳托·法韦拉尼（意大利） 安德烈亚·斯特凡尼（意大利） 第四球證： 卡路士·韋拉（厄瓜多爾） 第五球證： 克里斯蒂安·莱斯卡诺（厄瓜多爾） | 比賽規則： - 90 分鐘賽事。 - 如有需要會進行 30 分鐘加時事。 - 若仍然賽和，會進行互射十二碼。 - 十二名後備球員。 - 最多三個換人調動。 |

| 總計     | 德國 | 阿根廷 |
| -------- | ---- | ------ |
| 入球     | 1    | 0      |
| 射門次數 | 10   | 10     |
| 射正次數 | 7    | 2      |
| 控球比率 | 60%  | 40%    |
| 角球     | 5    | 3      |
| 犯規     | 20   | 16     |
| 越位     | 3    | 2      |
| 撲救     | 2    | 6      |
| 黃牌     | 2    | 2      |
| 紅牌     | 0    | 0      |

### 戰術應用
德國在上半場採取控球和主攻的打法，主教練路維安排卻奧斯和施魏因斯泰格為中場核心，两人一旦得球後就會隨即傳球到右路，以便由拿姆發動攻勢。面對德國強勁的進攻和組織力，阿根廷主教練薩維利亞放棄與對方爭奪控球權，而是通過後衞和中場馬斯切拉諾、畢格利亞和佩雷斯聯手擠壓德國球員，從而令對方徒有控球權，卻未能製造具威脅的傳球和射門。與此同時，阿根廷在搶斷成功後，則會由馬斯切拉諾在後場傳球，再由前鋒梅西在右方牽引對方後衛，從中令希古恩和拿維斯取得更大的活動空間，試圖取得進球。德國后防線上的軟肋是客串左後衛的赫韋德斯，雖然高大強壯但速度無法跟上阿根廷的小個子邊鋒：無論是拉維奇還是佩雷斯，都可以在右路透過一對一和數人之間的配合撕裂德國後防，而伊瓜因、梅西的反擊速度也是突破赫韋德斯的利器。路維意識到問題的存在，於是他在基拉馬受傷下場後換入舒賀爾尼擔任左邊鋒，奧斯爾改為前腰，陣式則變為4-2-3-1。路維希望利用許爾勒的跑動創造機會並且增強左路防守，同時，奧斯爾回到前腰位置可令球隊有更多的組織，進攻變得更機動。
下半場，薩維利亞將表現出色的拿維斯換下，並由阿古路替補出場。在阿古路上場之後，球隊陣型改變為由伊瓜因和阿古路突前，梅西在兩人身後，佩雷斯回到中場位置。這樣的4-3-1-2陣容意味阿根廷將更多的直接攻擊德國的中後衛，而不再通過邊路進行牽扯。但是，伊瓜因儘管上半場和胡梅尔斯的一對一中有著不錯的表現並製造了幾次機會，隨著比賽的發展，胡梅尔斯給他的空間和機會越來越小。另外，狀態不佳的阿古路也沒有對博阿滕占到任何便宜。而拉維奇的下場使得梅西獲得的幫助變得非常有限，讓施魏因斯泰格在限制梅西上有了更好的效果。另一方面，舒賀爾尼的入替逐漸收效﹕他不惜體力的跑動讓賀維迪斯的防守壓力隨之減低，以及增加德國左路發動攻勢的次數。最終，格策攻入的致勝球為德國拿下第四座世界盃冠軍。

## 赛后

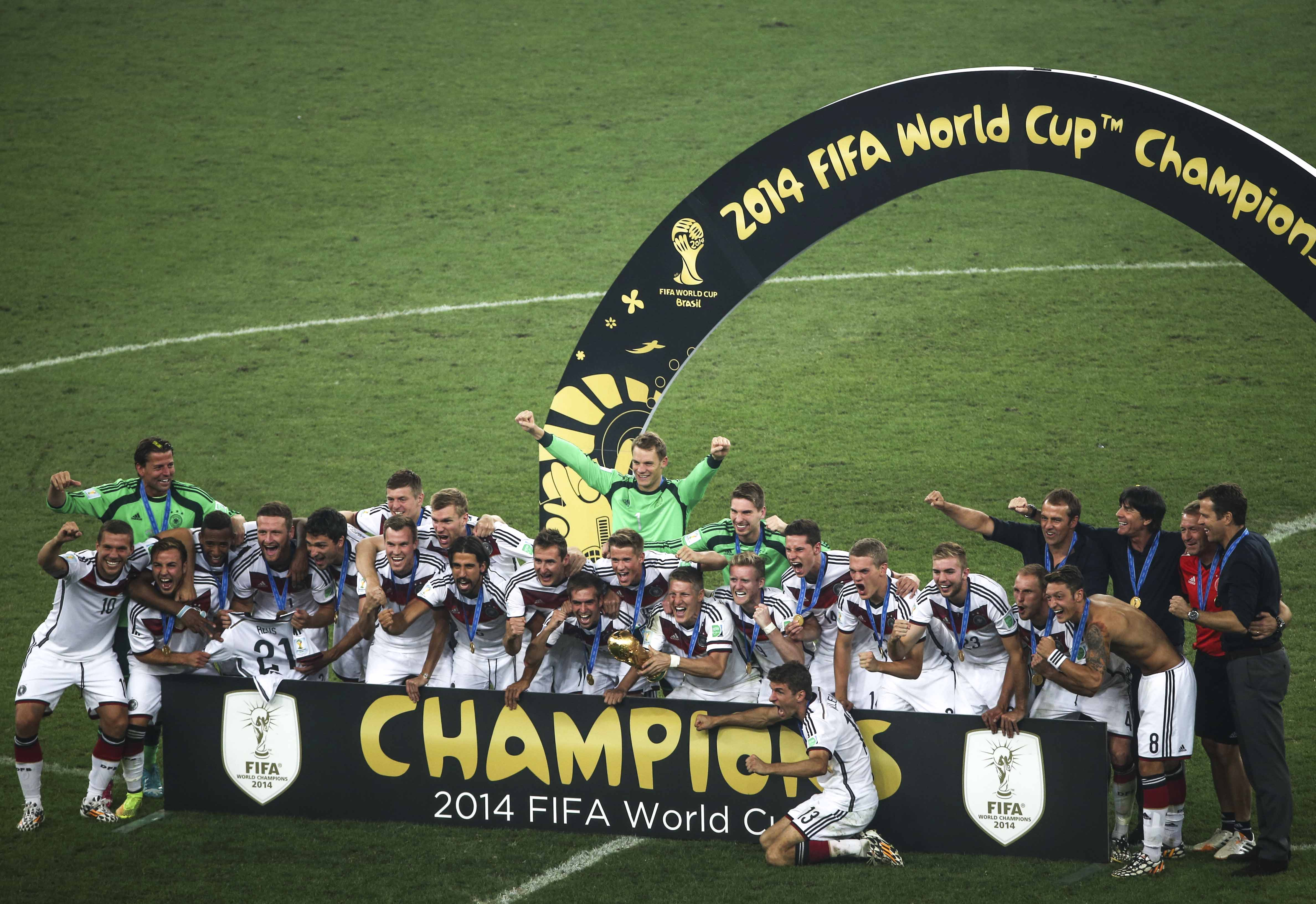
頒獎儀式結束後，德國球員返回球場中央合影。

德国队的胜利标志着欧洲球队首次在美洲赢得世界杯冠军，也是继2006年的意大利和2010年西班牙之后，欧洲球队连续第三次夺冠。與上屆决赛相同，本屆世界盃決賽的頒獎典禮也是看台上舉行。頒獎嘉賓分別為巴西總統羅塞夫和國際足協會長白禮達。在比賽結束後，賽會先向梅西和紐亞頒發世界盃個人獎項——金球獎以及金手套獎；之後，國際足協颁授紀念獎牌予為本場決賽执法的球證列佐里、兩位旁證以及第四球證。然後是亞軍得主阿根廷上台領取银牌。德國的23名球員和主教練勒夫走上看台，隊長拿姆從白禮達和羅塞夫手中接過大力神盃、金牌和3,500萬美元獎金。当拉姆举起奖杯时，现场响起了赛事官方主题曲《我们天下一家》的尾声。进球者格策也被官方评为决赛最佳球员，尽管他只在常规时间的最后两分钟和加时赛的三十分钟上场。
德国队主帅勒夫称，球队在前任教练克林斯曼的领导下便已经备战世界盃，足足有十年之久，而此次胜利則是计划的最终成果。他在赛后表示：“我们之前没有迈出最后一步，但冠军做了他们应该做的。这支球队发展出的意志令人难以置信”。勒夫的阿根廷同行薩維利亞也赞扬了自己的球员，称他们为“勇士”，并认为他们输掉比赛很不幸。薩維利亞表示他的球队本来有更好的机会，“但我们没有抓住，我们只需要再坚持五分钟左右就可以进入点球大战。这是巨大的痛苦”。格策对自己打进致胜一球表示难以置信，因为他在大部分比赛中都没有得到上场机会。他说：“你进了球，却不知道这意味着什么。对我来说，这不是一场简单的比赛，也不是简单的一年，我非常感谢我的家人和女朋友，他们一直相信我。但在这里，梦想变成了现实”。

### 評論

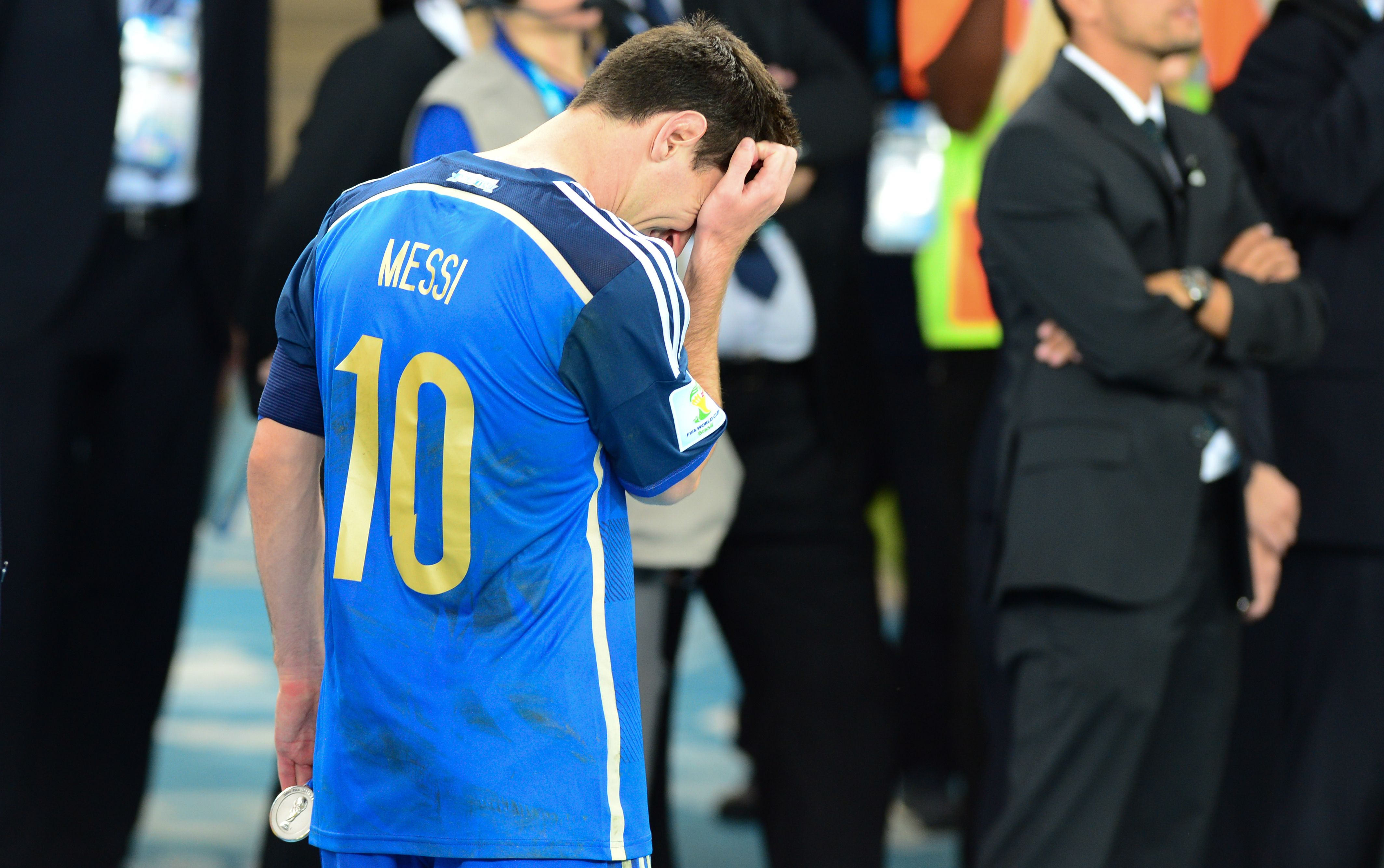
雖然贏得金球獎，但失落冠軍的梅西還是表露失望。

德国媒体盛赞了德国队在本届世界杯上的整体表现，并将其与十年前的糟糕状态进行了对比。克里斯蒂安·格德克（Christian Gödecke）在《明镜》撰文写道：“现在德国是世界冠军，德国足球也已經面目一新。这是优点与魔法、欢呼与雀跃的完美结合”。《南德意志报》的作者们将这场决赛描述为本届世界杯“恰到好处的点睛之笔”，同时指出“不会再有像1990年在罗马那样的争论，当时安德烈亚斯·布雷默为球队1-0获胜打进的点球造成争议，并引发了阿根廷人反对国际足联的阴谋论”。此外，德國媒体也集中分析了球隊的致勝關鍵。《明鏡》把球隊奪冠屬功於德國足協發起的改革，令德國足球回復昔日光輝，並相信這種強勢將會延續。《法蘭克福彙報》也認為足協大力投資在青訓是問鼎的主因。《日報》同样表示若沒有足協當年的投入，德國隊根本不可能奪標。一些報紙從其他的角度解釋球隊封王之由，《世界報》誇獎主教練路維在這場比賽靈活的調配令球隊最終能夠擊敗對手；《圖片報》和《踢球者》等則讚美葛斯出色的表現使球隊奪得冠軍。
阿根廷屈居亞軍，無法第三度問鼎世界盃冠軍，當地媒體難掩失望，但也表达了他们对球队成就的骄傲，许多报纸都在头版刊登了梅西赛后的照片，有独自一人的，也有和队友在一起的。《号角报》对球队错失机会和点球上诉被拒表示遗憾。《民族报》的埃塞基耶尔·费尔南德斯·莫尔斯（Ezequiel Fernández Moores）却认为德国是当之无愧的冠军，并表示裁判拒绝伊瓜因的点球上诉是正确的。《今日新闻》認為他們比德國隊踢得更出色，但希古恩和阿古路等人頻頻浪費入球機會導致球隊失落冠軍。《真理報》則以「美夢結束」來形容此次失利，並對球隊空手而回覺得難過。前著名球员馬勒當拿也認為球隊「不值得肯定」。不過，也有傳媒認同球隊的表現，《奥莱报》大讚球員表現出色，又指德國隊門將紐亞在55分鐘碰倒希古恩實屬犯規，理該判處十二碼，但球證卻視若無睹。因此，該報形容他們的奪冠希望被列佐里掠奪。
比赛结束后，东道主与阿根廷的竞争继续成为巴西媒体的焦点，《兰斯报》用标题“告诉我你现在的感受”来回应阿根廷在整届赛事中对巴西的嘲讽。马拉多纳在自己的电视节目中对此作出回应，他将阿根廷的一球小负与巴西的1-7惨败进行了对比。《成都商报》的中国摄影师鲍泰良所拍摄到的一张照片，展示了梅西在阿根廷失利后凝视着大力神杯的画面，在2015年世界新闻摄影大赛中获得了体育类单幅一等奖。

### 電視轉播
本場賽事的電視信號由巴西的TV Globo提供。全球共有200個國家及地區以標清、高清或3D的形式轉播了這場比賽，並估計有逾10億人觀看。在德國，這場賽事由公共廣播電台ARD播出。比賽結束後，德國全國錄得4,465萬人的觀看紀錄，收視率為86.3%，創下該國的收視紀錄。阿根廷方面，全國約有約900萬人收看這場決賽，收視率為63.7%。
此外，這場決賽打破部份國家的收視記錄。報導指，瑞典、匈牙利、愛爾蘭和羅馬尼亞均刷新收視率新高。在美國，全國共有2,650萬观众观看决赛，這是该国歷史上最多人收看的足球比賽。

## 紀錄

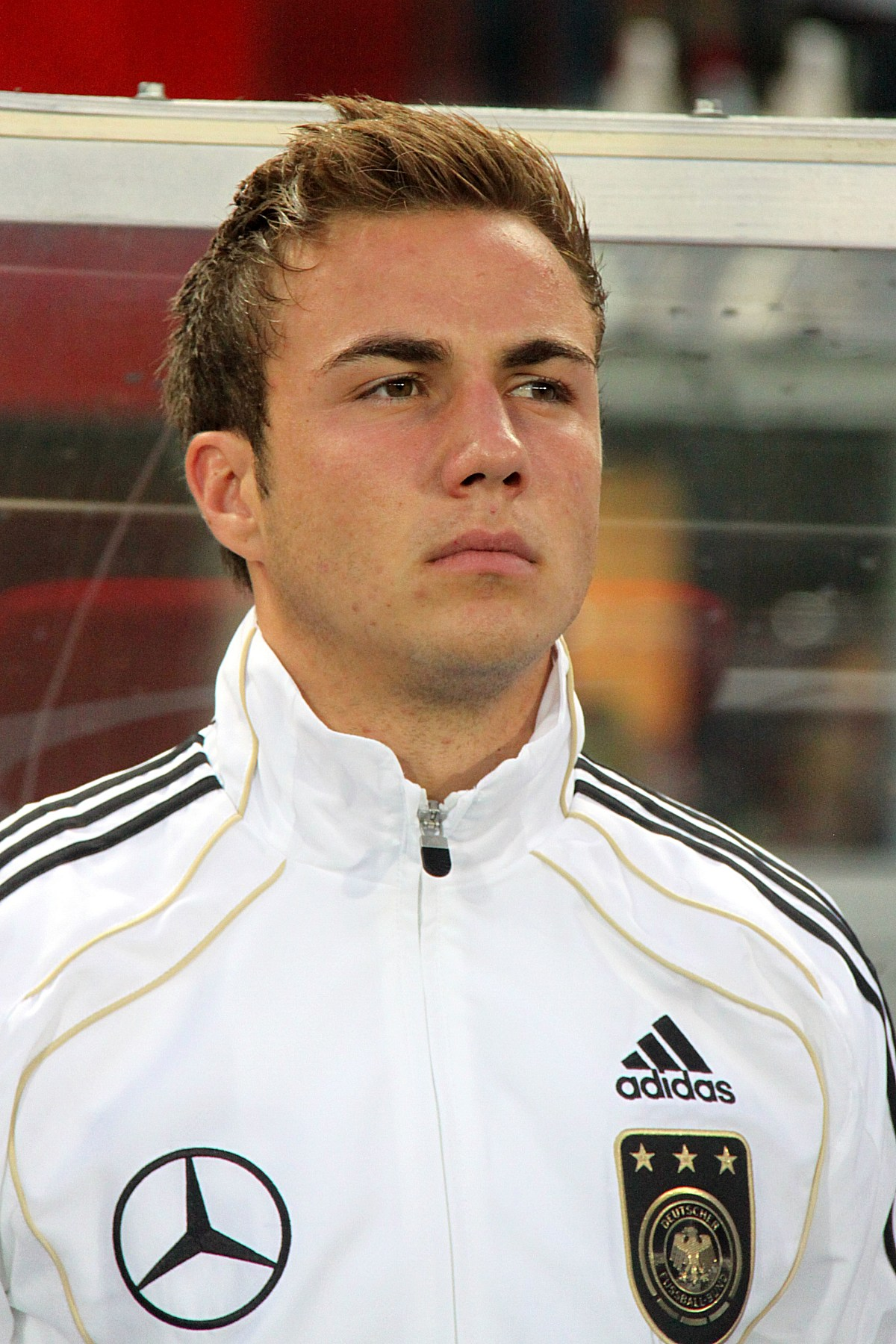
格策是世界杯历史上首位替补登场打进制胜球的球员

這場決賽更新了多項紀錄。首先，德國在半決賽以7-1大勝巴西後第八度晉身決賽，成為世界盃史上最多次打入決賽的球隊。其次，這是德國和阿根廷第七次在世界盃决赛圈相遇，追平了巴西與瑞典、德國（含前西德）與南斯拉夫（包括現時的塞爾維亞）相遇的紀錄。同時，德阿兩國第三次在決賽碰面，是世界盃決賽對賽次數最多的組合。
德國前鋒克洛泽繼2002年决赛上陣後时隔4396天再次於世界盃決賽登場，他超越巴西名將比利成為亮相決賽時間跨度最長的球員。另外，這也是高路斯第24場的世界盃賽事，他超越了意大利人保羅·馬甸尼，成為出場次數第二高的球員，仅次于另一位德國球員马特乌斯（25场）。在紀律方面，德國和阿根廷在本場比賽各自取得兩張黃牌，使得兩隊均取得119張罰牌，並列世界盃累積得牌次數最多的球隊。其中，阿根廷中場马斯切拉诺取得一黃，他在世界盃中合共取得5張黃牌，是繼前巴西隊長卡富後得牌次數第二多的球員。
格策则成为世界杯历史上首位替补登场打进制胜球的球员，也是自1966年的德国人沃尔夫冈·韦伯（同为22岁）以来在世界杯决赛中进球的最年轻球员。另一方面，他的進球使本屆世界盃的入球數目增加至171球，這數字追平了1998年世界盃，兩者的總入球數均为歷屆最多。高路斯本场比赛沒有進球，但他仍以16球成為世界盃累積入球最多的球員。

## 后续
決賽結束後，國際足協宣佈多個獎項的得主。除了现场颁发的金球奖（梅西）和金手套奖（诺伊尔）之外，德國中場球員梅拿还获得了銀球獎和銀靴獎。在「最佳11人」陣容评选中，德國有5人入選，分別為：紐亞、曉姆斯、卻奧斯、拿姆以及梅拿；阿根廷則只有後衛盧祖在名單之中。世界排名方面，德國由6月時的第2位升上榜首，而阿根廷則從第5名跃升到第2。
兩國在比賽完結不久後返國，並得到英雄式的歡迎。德國在決賽翌日回國後隨即來到柏林的勃蘭登堡門與支持者慶祝奪冠，逾50萬人參與了這項活動。期間，有德國隊球員做出奚落阿根廷的動作。報導指，包括葛斯在內的6名球員扮演高喬人走路的方式，此舉引來了德國部份報章的不滿。為此，德國足球協會發表聲明，解釋球員沒有不敬之意，又向阿根廷足球協會致信，重申上述立場。阿根廷同樣在決賽次日歸國，大量球迷在布宜諾斯艾利斯機場接機。到埗後，阿根廷成員隨即獲總統克里斯蒂娜接見。對於球隊的表現，克里斯蒂娜稱阿根廷已是她「心目中的冠軍」。
德国参加的下一项重大赛事是2016年欧洲杯，他们进入了半决赛，但以0-2负于法国。在随后的2018年俄罗斯世界杯，德国未能从分组赛出线，而是排在瑞典、墨西哥和韩国之后，小组垫底。他们在那届世界杯上只取得了一场胜利（战胜瑞典），但接连不敌墨西哥和韩国，成为自1938年以来连续第三支在没有晋级淘汰赛的情况下被淘汰的世界杯冠军。阿根廷的下一项重大赛事是2015年美洲杯，他们进入了决赛，但在点球大战中被智利击败，双方随后在2016年美洲杯的决赛中再次相遇，阿根廷人同样在点球大战中输给了智利。在2018年世界杯上，他们以分组第二的成绩排在克罗地亚之后出线，但至八分之一决赛被最终的冠军法国淘汰。直到2022年世界杯决赛，阿根廷终于战胜法国，第三次赢得世界杯冠军。

## 資料來源
1. ↑  . BBC Sport. 2014-07-11  [2024-06-13]. （原始内容存档于2024-06-15）.
2. ↑   (PDF). FIFA.com. 2014-07-13. （原始内容 (PDF)存档于2014-07-14）.
3. ↑   (PDF). FIFA.com. 2014-07-13. （原始内容 (PDF)存档于2018-12-24）.
4. 1 2 3 4 5 6  Tikkanen, Amy; Augustyn, Adam; Levy, Michael; Ray, Michael; Luebering, J. E.; Lotha, Gloria; Young, Grace; Shepherd, Melinda C.; Sinha, Surabhi; Rodriguez, Emily. . . 2021-08-19  [2021-09-22]. （原始内容存档于2021-08-28）.
5. 1 2 3  Stokkermans, Karel. . RSSSF. 2018-07-05  [2021-09-22]. （原始内容存档于2018-10-19）.
6. ↑  . France 24. 2011-07-29  [2021-09-22]. （原始内容存档于2021-05-26）.
7. ↑  Stokkermans, Karel; Andrés, Juan Pablo; Lugo, Erik Francisco. . RSSSF. 2017-11-16  [2021-09-22]. （原始内容存档于2016-06-26）.
8. ↑  . BBC Sport. 2012-07-02  [2021-07-20]. （原始内容存档于2020-12-03）.
9. 1 2  . The Guardian. 2013-05-23. （原始内容存档于2014-07-14）.
10. ↑  Clark Whitney. . Bleacher Report. 2013-04-04  [2024-06-10]. （原始内容存档于2014-07-15）.
11. ↑  . 中國新聞網. 2014-07-11. （原始内容存档于2014-07-12）.
12. ↑  . Grist Media. 2014-07-09. （原始内容存档于2014-07-15）.
13. ↑  . The Guardian. 2014-07-11. （原始内容存档于2014-07-13）.
14. ↑  . 11v11.com. AFS Enterprises.   [2021-09-22]. （原始内容存档于2021-04-29）.
15. ↑  . FIFA.com. Fédération Internationale de Football Association.   [2017-11-02]. （原始内容存档于2014-11-09）.
16. ↑  . FIFA.com. Fédération Internationale de Football Association.   [2017-11-02]. （原始内容存档于2014-12-27）.
17. ↑  Stokkermans, Karel. . RSSSF. 2018-07-05  [2021-09-22]. （原始内容存档于2007-08-17）.
18. ↑  Stokkermans, Karel. . RSSSF. 2018-07-05  [2021-09-22]. （原始内容存档于2021-06-07）.
19. ↑  . Goal. 2012-08-15  [2014-07-09]. （原始内容存档于2014-07-26）.
20. ↑  Trusdell, Brian. . ABDO Publishing Company. 2014: 29  [2021-09-23]. ISBN 978-1-629-68148-1. （原始内容存档于2021-09-23）.
21. ↑  . Sky Sports. 2011-07-29  [2021-09-23]. （原始内容存档于2012-03-10）.
22. ↑  Janela, Mike. . Guinness World Records. 2018-06-12  [2021-09-23]. （原始内容存档于2019-04-27）.
23. ↑  Brown, Paul. . FourFourTwo. 2021-09-03  [2021-09-23]. （原始内容存档于2021-09-07）.
24. ↑  . BBC Sports.   [2009-12-18]. （原始内容存档于2014-07-14）.
25. ↑  . BBC News. 2013-04-28  [2021-09-23]. （原始内容存档于2021-02-24）.
26. ↑  . O Estado de S. Paulo.   [2012-09-22]. （原始内容存档于2012-09-22）.
27. ↑  . ESPN. 2015-11-11  [2021-09-23]. （原始内容存档于2021-09-23）.
28. ↑  . Aljazeera. 2014-07-11  [2014-07-13]. （原始内容存档于2014-07-13）.
29. 1 2  . 搜狐. 2014-06-23  [2014-07-13]. （原始内容存档于2014-07-14）.
30. ↑  . FIFA. 2013-11-12. （原始内容存档于2014-07-15）.
31. ↑  .   [2014-07-13]. （原始内容存档于2018-12-25）.
32. 1 2  . FIFA.com. Fédération Internationale de Football Association. 2014-05-29  [2014-07-14]. （原始内容存档于2014-06-01）.
33. ↑  . 搜狐. 2013-12-05  [2024-06-09]. （原始内容存档于2024-06-09）.
34. ↑  . World Soccer. 2018-07-13  [2021-09-26]. （原始内容存档于2021-01-21）.
35. ↑  . BBC Sport. 2014-06-07  [2021-09-12]. （原始内容存档于2021-09-12）.
36. ↑  . Eurosport. 2014-06-16  [2021-09-12]. （原始内容存档于2021-09-18）.
37. 1 2  Ornstein, David. . BBC Sport. 2014-06-16  [2021-09-12]. （原始内容存档于2021-06-05）.
38. ↑  Wilson, Paul. . The Guardian. 2014-06-16  [2021-09-12]. （原始内容存档于2021-09-12）.
39. 1 2 3  Smith, Ben. . BBC Sport. 2014-06-21  [2021-09-12]. （原始内容存档于2020-11-12）.
40. ↑  . The Scotsman. 2014-06-21  [2021-09-12]. （原始内容存档于2021-09-12）.
41. ↑  Parker, Graham. . The Guardian. 2014-06-26  [2021-09-12]. （原始内容存档于2021-09-12）.
42. ↑  Smith, Ben. . BBC Sport. 2014-06-26  [2021-09-12]. （原始内容存档于2014-07-18）.
43. 1 2  Hytner, David. . The Guardian. 2014-06-30  [2021-09-13]. （原始内容存档于2021-05-26）.
44. 1 2  Ornstein, David. . BBC Sport. 2014-06-30  [2021-09-13]. （原始内容存档于2020-11-12）.
45. ↑  Ornstein, David. . BBC Sport. 2014-07-04  [2021-09-13]. （原始内容存档于2015-11-23）.
46. ↑  McNulty, Phil. . BBC Sport. 2019-12-28  [2021-09-13]. （原始内容存档于2021-09-13）.
47. ↑  Glendenning, Barry. . The Guardian. 2014-07-08  [2021-09-13]. （原始内容存档于2021-05-26）.
48. 1 2  McNulty, Phil. . BBC Sport. 2014-07-08  [2021-09-13]. （原始内容存档于2021-06-12）.
49. ↑  Burnton, Simon. . The Guardian. 2018-05-23  [2021-09-13]. （原始内容存档于2021-09-13）.
50. ↑  Nelsson, Richard. . The Guardian. 2018-10-05  [2021-09-26]. （原始内容存档于2020-11-13）.
51. 1 2  Swinburne, Zander. . The Independent. 2014-06-24  [2021-09-13]. （原始内容存档于2021-09-13）.
52. ↑  Byrnes, Mark. . Bloomberg News. 2014-06-16  [2021-09-13]. （原始内容存档于2021-09-13）.
53. ↑  Sanghera, Mandeep. . BBC Sport. 2014-06-15  [2021-09-13]. （原始内容存档于2021-05-13）.
54. ↑  . 人民网. 2014-06-16  [2024-06-15]. （原始内容存档于2015-03-25）.
55. ↑  Ronay, Barney. . The Guardian. 2014-06-21  [2021-09-13]. （原始内容存档于2021-01-10）.
56. ↑  Gittings, Paul. . CNN. 2014-06-21  [2021-09-13]. （原始内容存档于2021-03-02）.
57. ↑  Chowdhury, Saj. . BBC Sport. 2014-06-25  [2021-09-13]. （原始内容存档于2021-02-27）.
58. 1 2  Jurejko, Jonathan. . BBC Sport. 2014-07-01  [2021-09-14]. （原始内容存档于2015-01-01）.
59. ↑  Fifield, Dominic. . The Guardian. 2014-07-05  [2021-09-14]. （原始内容存档于2021-09-14）.
60. 1 2  McNulty, Phil. . BBC Sport. 2014-07-09  [2021-09-14]. （原始内容存档于2021-09-14）.
61. ↑  Murray, Scott. . The Guardian. 2014-07-09  [2021-09-14]. （原始内容存档于2021-09-14）.
62. ↑  . The Independent. 2014-07-10  [2021-09-14]. （原始内容存档于2021-09-14）.
63. 1 2  . FIFA.com. Fédération Internationale de Football Association. 2014-07-11  [2017-11-02]. （原始内容存档于2018-04-04）.
64. ↑  . Worldreferee.com. （原始内容存档于2014-07-14）.
65. ↑  . Worldreferee.com. （原始内容存档于2014-07-14）.
66. ↑  . FIFA.com. Fédération Internationale de Football Association. 2014-07-12  [2014-07-13]. （原始内容存档于2014-07-12）.
67. ↑  . NDTV. 2014-07-13  [2014-07-13]. （原始内容存档于2014-07-14）.
68. ↑  . Canadian Broadcasting Corporation. 2014-07-13  [2014-07-13]. （原始内容存档于2016-11-20）.
69. ↑  . FIFA.com. Fédération Internationale de Football Association.   [2014-07-11]. （原始内容存档于2014-07-09）.
70. ↑  IANS. . India West. 2014-06-17  [2014-07-11]. （原始内容存档于2016-03-03）.
71. ↑  . The Voice of Russia. 2013-09-20  [2014-07-11]. （原始内容存档于2014-08-06）.
72. ↑  . The Citizen. South African Press Association. 2014-07-13  [2014-07-13]. （原始内容存档于2014-07-15）.
73. 1 2 3  Gibson, Owen. . The Guardian. 2014-07-13  [2014-07-14]. （原始内容存档于2018-11-16）.
74. ↑  Camargo, Marcelo. . Brazil Communication Company. Agência Brasil. 2014-01-25  [2014-07-11]. （原始内容存档于2014-07-14）.
75. ↑  Payne, Marissa. . The Washington Post. 2014-07-13  [2014-07-14]. （原始内容存档于2014-07-14）.
76. ↑  Maese, Rick; Phillips, Dom. . The Washington Post. 2014-07-13  [2014-07-13]. （原始内容存档于2018-12-13）.
77. ↑  . The Daily Telegraph.   [2014-07-17]. （原始内容存档于2018-12-14）.
78. ↑  . Veooz.   [2014-07-17]. （原始内容存档于2014-07-26）.
79. ↑  Young, James. . Sports Illustrated. 2014-07-13  [2017-12-09]. （原始内容存档于2017-08-12）.
80. ↑  Brunner, Cody. . Yahoo. 2014-07-13  [2017-01-14]. （原始内容存档于2014-08-13）.
81. ↑  . The New York Times. 2014-07-13  [2017-03-01]. （原始内容存档于2018-08-25）.
82. ↑  . Eurosport. 2014-07-13  [2021-09-23]. （原始内容存档于2021-09-23）.
83. 1 2 3 4 5 6 7  McNulty, Phil. . BBC Sport. 2014-07-13  [2021-09-15]. （原始内容存档于2016-01-21）.
84. ↑   (PDF). FIFA.com. Fédération Internationale de Football Association. 2014-07-13  [2014-07-14]. （原始内容 (PDF)存档于2018-12-24）.
85. ↑  . FIFA.com. Fédération Internationale de Football Association.   [2017-11-04]. （原始内容存档于2017-12-22）.
86. ↑  . The Weather Company.   [2021-10-02]. （原始内容存档于2021-10-02）.
87. 1 2 3 4 5 6 7 8 9 10 11  Murray, Scott. . The Guardian. 2014-07-13  [2021-09-19]. （原始内容存档于2021-06-10）.
88. ↑  Hinnen, Jerry. . CBS Sports. 2014-07-13  [2021-09-19]. （原始内容存档于2021-09-20）.
89. ↑  . The Guardian. Associated Press. 2014-07-17  [2021-09-20]. （原始内容存档于2017-04-10）.
90. ↑  . UEFA. 2014-07-13  [2021-09-20]. （原始内容存档于2021-09-20）.
91. ↑  . 国际奥委会. 2022-12-19  [2024-06-12]. （原始内容存档于2022-12-22）.
92. ↑  . 11v11.com. AFS Enterprises.   [2021-09-20]. （原始内容存档于2021-09-03）.
93. ↑  . FIFA.com. Fédération Internationale de Football Association. 2021-08-15  [2021-09-20]. （原始内容存档于2021-08-20）.
94. 1 2  Tyers, Alan; Khan, Mehreen. . The Daily Telegraph. 2014-07-13  [2014-07-14]. （原始内容存档于2018-06-28）.
95. ↑  Taylor, Daniel. . The Guardian. 2014-07-13  [2014-07-14]. （原始内容存档于2019-05-09）.
96. ↑  . CBS. Associated Press. 2014-07-13  [2014-07-22]. （原始内容存档于2014-07-18）.
97. ↑  . ESPN.   [2018-11-02]. （原始内容存档于2018-11-06）.
98. ↑   (PDF). FIFA.com. Fédération Internationale de Football Association. 2014-07-13  [2014-07-14]. （原始内容 (PDF)存档于2014-07-14）.
99. 1 2  Sardana, Aman. . Out side of the boot. 2014-07-15. （原始内容存档于2014-07-18）.
100. 1 2  Munger, Michel. . Fcbayerncentral.com. 2014-07-14. （原始内容存档于2014-07-17）.
101. ↑  . FIFA.com. Fédération Internationale de Football Association.   [2021-09-24]. （原始内容存档于2021-09-27）.
102. ↑  . Getty Images. 2014-07-15  [2018-08-08]. （原始内容存档于2021-09-18）.
103. ↑  . Getty Images. 2014-07-15  [2018-08-08]. （原始内容存档于2021-09-18）.
104. ↑  . Folha de S.Paulo.   [2014-07-11]. （原始内容存档于2018-11-16）.
105. ↑  . Reuters. 2014-07-15  [2018-08-08]. （原始内容存档于2018-08-08）.
106. ↑  . ESPN FC. 2014-07-15. （原始内容存档于2014-07-17）.
107. ↑   (YouTube video). 2015-08-08  [2024-06-12]. （原始内容存档于2021-08-08）.
108. ↑  . FIFA.com. Fédération Internationale de Football Association.   [2021-09-24]. （原始内容存档于2014-07-17）.
109. 1 2 3  Fifield, Dominic. . The Guardian. 2014-07-14  [2021-09-24]. （原始内容存档于2019-05-08）.
110. 1 2 3 4  Oltermann, Philip. . The Guardian. 2014-07-14  [2021-10-03]. （原始内容存档于2021-10-03）.
111. 1 2 3 4 5  . Daily Mail. 2014-07-14. （原始内容存档于2016-03-05）.
112. 1 2  Corporán, Leo. . El Nacional. 2014-07-14  [2021-10-03]. （原始内容存档于2021-10-03）.
113. 1 2  Hennigan, Tom. . The Irish Times. 2014-07-15  [2021-10-04]. （原始内容存档于2014-12-08）. Higuaín
114. ↑  . Buenos Aires Herald. 2014-07-13. （原始内容存档于2014-07-17）.
115. ↑  . Bundesliga.com. 2014-07-14. （原始内容存档于2014-07-17）.
116. ↑  . ESPN. 2015-02-12  [2021-10-03]. （原始内容存档于2021-10-03）.
117. ↑  . 新浪网. 2015-02-12  [2024-06-12]. （原始内容存档于2024-06-12）.
118. ↑   (PDF). FIFA.com. （原始内容 (PDF)存档于2014-07-15）.
119. ↑  . Daily Record. 2014-07-13. （原始内容存档于2014-07-15）.
120. ↑   (PDF). FIFA.com. （原始内容 (PDF)存档于2014-07-15）.
121. ↑  . Newsline. 2014-07-15. （原始内容存档于2014-07-26）.
122. ↑  . Futbol Red. 2014-07-14  [2014-07-19]. 原始内容存档于2021-08-02.
123. 1 2  . Iptv-news.com. 2014-07-14  [2014-07-19]. （原始内容存档于2016-08-18）.
124. ↑  . Huffington Post. 2014-07-14. （原始内容存档于2014-07-17）.
125. 1 2 3  . 搜狐体育. 2014-07-14. （原始内容存档于2014-07-27）.
126. ↑  Presenter: Gary Lineker. . .  事件发生在 4:07:29. 2014-07-13. BBC One. Do you know, that's the first substitute to score a winning goal in a World Cup final?
127. ↑  . 搜狐体育. 2014-07-14. （原始内容存档于2014-07-16）.
128. ↑  . Firstpost. 2014-07-14  [2014-07-14]. （原始内容存档于2018-10-02）.
129. ↑  . International Business Times. 2014-07-14. （原始内容存档于2014-08-12）.
130. ↑  . Fifa.com. （原始内容存档于2014-12-29）.
131. ↑  . Fifa.com. （原始内容存档于2014-12-31）.
132. ↑  . Fifa.com. （原始内容存档于2014-12-30）.
133. ↑  . Fifa.com. （原始内容存档于2014-07-01）.
134. ↑  . The Guardian. 2014-07-15. （原始内容存档于2014-07-20）.
135. ↑  . Punchng. 2014-07-17. （原始内容存档于2014-07-19）.
136. ↑  . Reuters. 2014-07-16. （原始内容存档于2014-07-20）.
137. 1 2  . The Wall Street Journal. 2014-07-14. （原始内容存档于2014-07-26）.
138. ↑  Stokkermans, Karel. . RSSSF. 2020-10-15  [2021-10-08]. （原始内容存档于2021-06-12）.
139. ↑  Rutzler, Peter. . i. 2018-06-27  [2021-09-24]. （原始内容存档于2021-09-24）.
140. ↑  Stokkermans, Karel. . RSSSF. 2016-06-16  [2021-09-24]. （原始内容存档于2020-01-08）.
141. ↑  Stokkermans, Karel. . RSSSF. 2022-12-20  [2024-04-28]. （原始内容存档于2020-06-30）.